# Заєць-кравець
«Заєць-кравець» — радянський мальований мультиплікаційний фільм- казка 1937 року, який зняли на студії «Союзмультфільм» Валентина та Зінаїда Брумберг.

## Сюжет
Заєць-кравець припустився непробачної помилки. Навесні він зняв мірку зі своїх клієнтів — парочки баранів та ведмежат. На прийшовших восени, підстрижених баранах, нові костюми бовталися, а ведмеді, що виросли, не могли залізти в пошиті на дітей штани.
Не привіталося б зайцю, не здогадайся він поміняти обновки: ведмедям — баранячі, а баранам — ведмежі.

## Над фільмом працювали
- Сценарист: Н.М. Каринський
- Режисери:
  - Валентина Брумберг
  - Зінаїда Брумберг
- Художники:
  - Ламіс Бредіс
  - Фаїна Єпіфанова
  - Борис Дежкін
  - До. Малишев
  - М. Зотова
- Оператор: Д. Каретний
- Композитор: Михайло Старокадомський
- Звукооператор: С. Ренський
  - Пісні на слова Георгія Березка

## Технічні дані
- Чорно-білий, звуковий